# Мерілін Менсон
Ме́рілін Ме́нсон (англ. Marilyn Manson, справжнє ім'я — Браян Г'ю Ворнер, Brian Hugh Warner; нар. 5 січня 1969) — американський музикант, художник, фотограф, колишній музичний журналіст, засновник та лідер рок-гурту Marilyn Manson. Його сценічний псевдонім сформований зі складання імен двох американських знакових фігур 1960-х років, а саме акторки Мерілін Монро і серійного вбивці Чарльза Менсона.

## Ранні роки
Браян, син Г'ю та Барбари Ворнер, народився у Кантоні, штату Огайо. Навчався у середній школі «Спадщина християнської школи» з першого по десятий клас. Згодом перевівся до звичайної середньої школи ім. кардинала Гіббонса у Форт-Лодердейл, штат Флорида, котру закінчив 1987 року.

## Особисте життя
З листопада 1997 року Менсон зустрічався з Роуз МакГоуен, з якою він згодом заручився, проте на початку 2001 року заручини були розірвані.
З 2001 року був у стосунках з танцівницею Дітою фон Тіз. 28 листопада 2005 співак одружується з нею, але 29 грудня 2006 Діта подала на розлучення з посиланням на «непримиренні розбіжності».
З грудня 2006 року по жовтень 2008 року зустрічався з молодою актрисою Еван Рейчел Вуд. У грудні 2009 року Мерілін Менсон відновив стосунки з Еван Рейчел Вуд, а в січні 2010 вони заручилися. У серпні 2010 року заручини були розірвані.
Наприкінці жовтня 2010 року в інтернеті з'явилася чутка, що Мерілін Менсон зустрічається з переможницею шоу «Топ-модель по-американськи» — КеріДі Інгліш. Чутку спростувала сама КеріДі через свій мікроблог на сайті Twitter, де заявила, що вони просто друзі.
У 2016 році співачка Лола Блан присвятила йому пісню «Don't say you do». У пісні та в інтерв'ю Лола прохає свого коханця не говорити їй того, чого він не відчуває, заради лише несерйозної інтрижки.
Із червня 2020 року перебуває в шлюбі зі світляркою Ліндсі Юсіч.

## Кінокар'єра
Мерілін Менсон мав епізодичні та другорядні ролі у кількох фільмах. Іноді матеріал, відзнятий з ним, вилучали зі стрічок і навіть виключали зі списку учасників акторського складу. Деякі пісні гурту були використані у фільмах «З пекла», «Матриця» та «Оселя зла». Його перша роль — порнографічного актора у фільмі Девіда Лінча 1997 р. «Загублене шосе». 1998 року, зіграв у фільмі «Королеви вбивства» (разом з колишньою дівчиною Роуз МакГоуен), у 2003 — «Клубна манія» (роль трансвестита Крістіни). Проте успіх прийшов лише після появи у документальному фільмі Майкла Мура «Боулінг для Колумбіни», де він говорить про трагедію, через яку ЗМІ зробили його цапом-відбувайлом.
У 2004 р. Менсон знявся у стрічці «The Heart Is Deceitful Above All Things», озвучив Едгара Ґрея у комп'ютерній грі «Area 51». Його наступна поява в кінематографі — роль бармена у Rise: Blood Hunter (2006).
У 2014 p. зіграв епізодичну роль перукаря-хірурга Томаса Дінлі у телесеріалі «Салем» («Salem»). У цьому ж серіалі була використана пісня «Cupid Carries a Gun» з альбому Менсона «The Pale Emperor».
У 2015 p. Менсон виконав епізодичну роль неонациста Рона Таллі у 7 сезоні телесеріалу «Сини Анархії» («Sons of Anarchy»).
У 2016 p. Мерілін знявся у фільмі «Let me make you a martyr» де зіграв одну з головних ролей — роль найманого вбивці Поупа.

## Мистецтво
Мерілін Менсон також працює у акварельному жанрі. 13-14 вересня 2002 р. у Лос-Анджелесі відбулися виставки його робіт, 14 вересня 2004 — у Парижі і наступного дня — у Берліні. Серед покупців: Джек Озборн, Ніколас Кейдж, Дейв Наварро та Енді Дік. 31 жовтня 2006 року Менсон відкрив власну галерею в Голлівуді.
Менсон започаткував свій мистецкий рух «The Celebritarian Corporation». У січні 2006 року на офіційному сайті гурту з'явилося безліч художніх картин.

## Дискографія

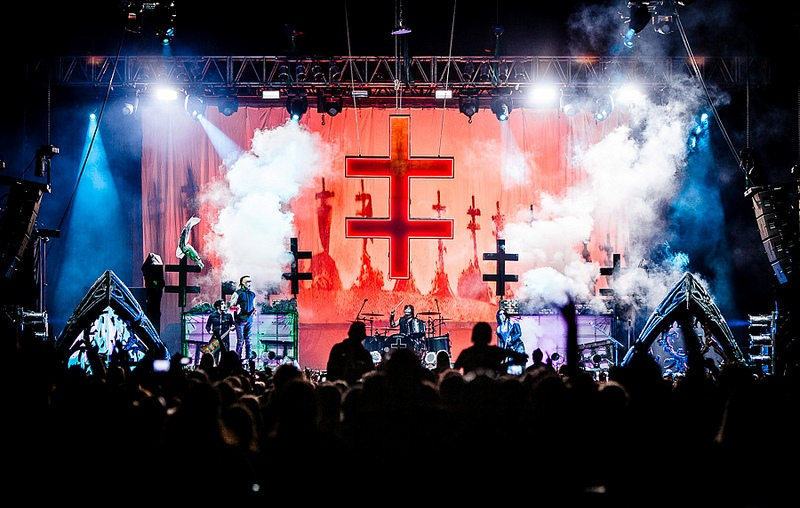
Менсон наживо, 2012 р.

- Portrait of an American Family (1994)
- Smells Like Children (1995)
- Antichrist Superstar (1996)
- Mechanical Animals (1998)
- Holy Wood (In the Shadow of the Valley of Death) (2000)
- The Golden Age of Grotesque (2003)
- Eat Me, Drink Me (2007)
- The High End of Low (2009)
- Born Villain (2012)
- The Pale Emperor (2015)
- Heaven Upside Down (2017)
- We Are Chaos (2020)
- One Assassination Under God - Chapter 1 (2024)

## Відеографія
- 1998: Dead to the World
- 1999: God Is in the T.V.
- 2002: Guns, God and Government

## Фільмографія
- Загублене шосе (1997)
- Зіркова м'ясорубка (1998)
- Королеви вбивства (1999)
- Боулінг для Колумбіни (2002)
- Перемогти диявола (2002)
- Клубна манія (2003)
- The Heart Is Deceitful Above All Things (2004)
- Приголомшливе шоу Тіма та Еріка, гарна робота! (2010)
- Природжений лиходій (2011)
- Неправильні копи (2013)
- Секс і Каліфорнія (2013)
- Якось у казці (2013)
- Сини анархії (2014)
- Салем (2016-17)
- Дозволь мені зробити тебе мучеником (2016)
- Новий Папа (2020)
- Нові мутанти (2020)
- Американські боги (2021)

## Книги
- 1998: Довга важка дорога з пекла
- 2000: Holy Wood

## Нагороди й номінації
Ґреммі
| Рік  | Номінація                              | Премія                       | Результат |
| ---- | -------------------------------------- | ---------------------------- | --------- |
| 1999 | «The Dope Show»                        | «Найкраще хардрок-виконання» | Номінація |
| 2001 | «Astonishing Panorama of the Endtimes» | «\|Найкраще метал-виконання» | Номінація |
| 2004 | «mOBSCENE»                             | «Найкраще метал-виконання»   | Номінація |

MTV Music Video Awards
| Рік  | Номінація                        | Премія                         | Результат |
| ---- | -------------------------------- | ------------------------------ | --------- |
| 1996 | «Sweet Dreams(Are Made of This)» | «Найкраще хардрок-відео»       | Номінація |
| 1997 | «The Beautiful People»           | «Найкраще хардрок-відео»       | Номінація |
| 1997 | «The Beautiful People»           | «Найкращі спецефекти»          | Номінація |
| 1997 | «The Beautiful People»           | «Найкраща артдирекція»         | Номінація |
| 1999 | «The Dope Show»                  | «Найкраща операторська робота» | Перемога  |

Metal Edge Readers' Choice Awards
| Рік  | Перемога                     | Категорія                             |
| ---- | ---------------------------- | ------------------------------------- |
| 1997 | «Long Hard Road Out of Hell» | «Найкраща пісня із саундтреку фільму» |
| 1999 | Marilyn Manson               | «Концертний виконавець року»          |
| 1998 | God Is in the T.V.           | «Домашнє відео року»                  |
| 2000 | Мерілін Менсон               | «Чоловічий виконавець року»           |

## Мерілін Менсон і Україна
2 серпня 2017 року Мерілін Менсон дав концерт в місті Київ. Дивлячись на те, що слухачі в Україні набагато яскравіше відреагували на Меріліна Менсона, на цьому концерті він заявив: «Не хочу бути політизованим, але ви змусили Москву звучати, як вашу суку» (англ. «Now I donʼt want to be political, but you just made Moscow sound like your bitch»).